# Emil Hohl
Emil Hohl (* 1. Oktober 1958; † 8. April 2019 in Au SG, Schweiz) war ein schweizerischer Erfinder und Unternehmer. Er war als Vertreter für die Firma Oertli Instrumente tätig und machte sich 1996 mit der Firma Medicel AG im ausserrhodischen Wolfhalden selbständig.

## Linseninjektions-Systeme
Bei Kataraktoperationen werden künstliche Linsen in den Kapselsack des Auges eingesetzt. Hohl hat ein Verfahren zum Vorbereiten und Einführen einer intraokularen Linse mittels einer Injektordüse entwickelt, welches es erlaubt, den Kontakt zwischen dem Injektionsinstrument und der Linse zu minimieren. Lag die nötige okulare Inzision zur Entfernung der getrübten Linse und Einführung des Implantats in den 1990er Jahren typischerweise bei mindestens 4 mm, konnte die Schnittlänge mit dem 2001 patentierten Verfahren auf 1,8 mm reduziert werden. Dies wird hauptsächlich durch die Verwendung eines Gleitmittels erreicht, welches die Linse im Injektionskanal umschliesst und einen direkten Kontakt der Linse mit dem Stössel verhindert. Zudem wurde durch dieses neue Verfahren die Wahrscheinlichkeit einer Beschädigung der Linse während des Injektionsvorgang sehr stark reduziert.

## Medicel
Ursprünglich gegründet als Ein-Mann-Handels-Betrieb, ist Medicel heute als international tätiges Entwicklungs-, Produktions- und Vertriebsunternehmen ein wichtiger Lieferant für augenchirurgische Instrumente mit einem dominanten Marktanteil im Bereich Linseninjektions-Systeme. Rund zwanzig Prozent des weltweiten Bedarfs an Injektionsgeräten für Intraokularlinsen werden von der heute in Thal SG ansässigen Firma geliefert. Weitere wichtige Hersteller für augenchirurgische Instrumente sind Alcon und Johnson & Johnson Vision Care.

## Aravind
Der indischen Stiftung Aravind, die in Indien und Afrika Augenkliniken betreibt, überliess Hohl 2007 im Rahmen eines Partnerschaftsvertrags Teile des Know-hows, um die moderne Kataraktchirurgie auch für nicht zahlungskräftige Patienten in Indien zugänglich zu machen. Diese Kooperation mit Aravind und der damit einhergehende Verzicht auf Gewinnmaximierung führte letztlich aber auch dazu, dass Hohls Firma an die Halma-Gruppe verkauft wurde und er im März 2014 aus dem Betrieb ausschied.